# Jan Malinowski (żużlowiec)
Jan Malinowski (ur. 24 kwietnia 1931 w Grudziądzu, zm. 1 maja 2018) – polski żużlowiec i trener sportu żużlowego.
W latach 1950–1968 startował w rozgrywkach o drużynowe mistrzostwa Polski, reprezentując kluby Unii Grudziądz (1950), Unii Leszno (1951), Gwardii (Polonii) Bydgoszcz (1952, 1954–1957) oraz Stali Rzeszów (1958–1968). Zdobył 9 medali DMP: cztery złote (1951, 1955, 1960, 1961), dwa srebrne (1962, 1963) oraz trzy brązowe (1956, 1957, 1966).
W latach 1950–1967 ośmiokrotnie uczestniczył w finałach indywidualnych mistrzostw Polski, największy sukces odnosząc w 1959 r. w Rybniku, gdzie zdobył srebrny medal. Był również dwukrotnym finalistą rozgrywek o "Złoty Kask" (1961, 1964). W 1957 r. zajął II miejsce w Criterium Asów w Bydgoszczy, w 1961 r. zajął II miejsce w memoriale Alfreda Smoczyka w Lesznie, natomiast w 1966 r. zwyciężył w turnieju o Łańcuch Herbowy miasta Ostrowa Wielkopolskiego.
W 1960 r. w Malmö reprezentował Polskę podczas finału drużynowych mistrzostw świata (IV miejsce). Kilkukrotnie wystąpił w eliminacjach indywidualnych mistrzostw świata, największy sukces odnosząc w 1960 r., w którym w eliminacyjnych turniejach w Zagrzebiu i Monachium zajął II miejsca, następnie w finale kontynentalnym rozegranym w Wiedniu zajął VII miejsce i zdobył awans do finału europejskiego we Wrocławiu, w którym zajął XII miejsce.
Po zakończeniu sportowej kariery pracował jako szkoleniowiec, m.in. w Polonii Bydgoszcz. Przez kilka lat pełnił również funkcję trenera reprezentacji Polski. Był teściem Bolesława Procha, wielokrotnego reprezentanta Polski w żużlu.